# 5-я гвардейская общевойсковая армия
Здание штаба 5-й армии, Уссурийск
5-я гвардейская общевойсковая Краснознамённая, ордена Жукова армия (сокр. 5 гв. ОА, в/ч 06426) — оперативное объединение (общевойсковая армия) Рабоче-крестьянской Красной армии, Советской армии и Вооружённых сил Российской Федерации.
Входит в состав Восточного военного округа. Штаб — Уссурийск.

## История
Впервые 5-я армия была сформирована приказом наркома по военным делам от 11.08.1918 г. № 15. В июне 1924 г. она расформирована. Вновь 5-я армия была сформирована в 1939 г. в Киевском особом военном округе.

### 1941 год
С началом Великой Отечественной войны она входила в состав Юго-Западного фронта, но понесла настолько тяжёлые потери, что в сентябре 1941 г. управление объединения было расформировано, а её соединения и воинские части переданы другим объединениям фронта.
11 октября 1941 года 5-я армия создаётся вновь на базе воинских частей Можайского укреплённого района и 32-й стрелковой дивизии, прибывшей в Москву из Приморского края. Первым командующим армией стал генерал-майор Д. Д. Лелюшенко. В состав вошли: 32-я стрелковая дивизия, один полк 133-й стрелковой дивизии, 18-я, 19-я, 20-я и 22-я танковые бригады, 36-й мотоциклетный полк, 4 артиллерийских полка противотанковой обороны, 5 гвардейских миномётных дивизионов, учебный запасной стрелковый полк, батальон курсантов Московского Военно-политического училища имени В. И. Ленина, несколько инженерных частей; три предназначенных для армии дивизии были на марше переданы в другие армии. С этими силами армии пришлось вступать в бой, она участвовала в битве за Москву, в том числе в боях на Бородинском поле.

### 1942 год
В ходе Великой Отечественной войны и войны с милитаристской Японией 5-я армия участвовала в 21-й операции, в том числе в битве под Москвой (октябрь — апрель 1941—1942 гг.), вела упорные оборонительные бои в районах Можайска, Звенигорода, Кубинки. В декабре 1941 — январе 1942 войска армии перешли в контрнаступление в Ржевско-Вяземской наступательной операции, в результате которого освободили Можайск и закрепились на подступах к Гжатску. Участвовала в Смоленской наступательной операции (август — октябрь 1943 г.), освободив Смоленск.

### 1943—1944 год
В 1943—1944 годах армия в составе 3-го Белорусского фронта участвовала в Оршанской, Витебской, Белорусской, Гумбиннен-Гольдапской и Восточно-Прусской наступательных операциях. На заключительном этапе военных действий армия участвовала в ликвидации Земландской группировки вражеских войск.

### 1945 год
Только за период боёв в Восточной Пруссии 5-я армия разгромила до 10 дивизий противника. За успешное проведение боевых действий в ходе Инстербургско-Кёнигсбергской операции соединения 72-го стрелкового корпуса армии получили почетное наименование «Инстербургских». Боевые действия армии в Восточной Пруссии по праву считаются выдающимся образцом советского военного искусства, являются одной из славных страниц истории Великой Отечественной войны.
Последним участием во Второй мировой войне был вклад в проведение Маньчжурской стратегической наступательной операции (август 1945 г.). В апреле 1945 армия выведена в резерв Ставки ВГК, а затем переброшена на Дальний Восток в состав Приморской группы войск (с 5 августа 1945 — 1-й Дальневосточный фронт). В августе — сентябре 1945 армия (17-й, 45-й, 65-й и 72-й стрелковые корпуса, 105 УР, танковые, артиллерийские бригады, ряд отдельных частей) участвовала в Харбино-Гиринской операции.
В годы Великой Отечественной войны армией командовали генералы, ставшие впоследствии выдающимися военачальниками: Д. Д. Лелюшенко, И. И. Федюнинский, В. С. Поленов, будущие маршалы Советского Союза Л. А. Говоров и Н. И. Крылов.
За подвиги, совершённые во время Великой Отечественной войны и войны с Японией, 117 офицеров, сержантов и солдат армии удостоены высокого звания Героя Советского Союза, 50 стали полными кавалерами Ордена Славы, более 20 тыс. награждены орденами и медалями. Все воинские части и соединения армии стали орденоносными, а два соединения — гвардейскими. За одержанные победы воинам объединения 15 раз салютовали в г. Москва.
Указом Президиума Верховного Совета СССР от 22 февраля 1968 г. 5-я армия награждена орденом Красного Знамени за проявленные героизм и мужество в годы Великой Отечественной войны и успехи в боевой подготовке в мирное время.
В списки воинских частей армии навечно зачислено 4 человека: герои Советского Союза младший сержант Калинин Иван Николаевич, младший сержант Орехов Владимир Викторович, гвардии рядовой Чипищев Василий Иванович, гвардии сержант Дикопольцев Евгений Александрович.
Днём образования 5-й Краснознамённой общевойсковой армии считается 11 октября 1941 года. В этот же день — 11 октября — отмечается годовой праздник объединения.

### Послевоенное время
8 октября 2011 года в Уссурийске прошли торжества, посвящённые 70-летней годовщине со дня образования 5-й общевойсковой армии. В мероприятиях принял участие руководящий состав Восточного военного округа (ВВО), командующие объединением в разные годы, ветераны и военнослужащие соединений и воинских частей, дислоцированных на территории Приморского края. Устроен показ современных образцов вооружения и военной техники, театрализованное представление о боевом пути объединения, прохождение войск торжественным маршем, концерт творческих коллективов ВВО. На торжественном собрании будут награждены лучшие военнослужащие объединения и заслуженные ветераны.
19 февраля 2024 года 25-му полку РХБЗ присвоено почётное наименование «гвардейский» за массовый героизм и отвагу, стойкость и мужество проявленные личным составом полка в боевых действиях по защите Отечества и государственных интересов в условиях вооружённых конфликтов.
02 апреля 2024 года Указом президента Российской Федерации 5-й общевойсковой Краснознаменной, ордена Жукова армии присвоено почетное наименование «гвардейская» за массовый героизм и отвагу, стойкость и мужество, проявленные личным составом армии в боевых действиях по защите Отечества и государственных интересов в условиях вооруженных конфликтов.

## Состав

### 1941—1945 годы
На 1 ноября 1941 года
Боевой состав бронетанковых и механизированных войск 5-й армии:
- 18-я танковая бригада
- 19-я танковая бригада
- 20-я танковая бригада
- 22-я танковая бригада
- 25-я танковая бригада
- 36 мцп
- 27-й отдельный танковый батальон
- ВВС 5-й армии (до 10 мая 1942 года)

На 1 июля 1942 года
- 19-я стрелковая дивизия
- 32-я стрелковая дивизия
- 50-я стрелковая дивизия
- 108-я стрелковая дивизия
- 144-я стрелковая дивизия
- 329-я стрелковая дивизия
- 336-я стрелковая дивизия
- 82-я моторизованная дивизия
- 37-я стрелковая бригада
- 43-я стрелковая бригада
- 60-я стрелковая бригада

На 1 апреля 1945 года
- 45-й стрелковый корпус
  - 157-я стрелковая дивизия
  - 159-я стрелковая дивизия
  - 184-я стрелковая дивизия
- 65-й стрелковый корпус
  - 97-я стрелковая дивизия
  - 144-я стрелковая дивизия
  - 371-я стрелковая дивизия
- 72-й стрелковый корпус
  - 63-я стрелковая дивизия
  - 215-я стрелковая дивизия
  - 277-я стрелковая дивизия

### В послевоенное время
После победы над Японией армия была выведена из Маньчжурии в СССР. Дислоцировалась в Приморском крае, штаб армии — в Уссурийске. Состав армии менялся неоднократно.

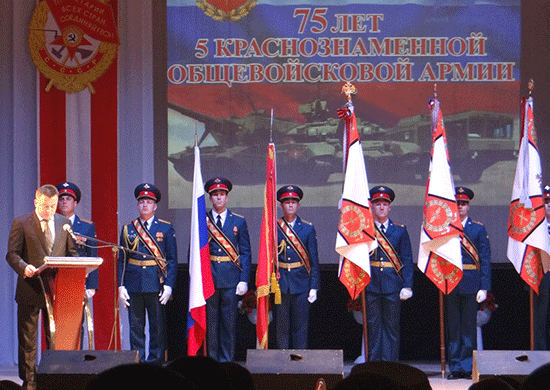
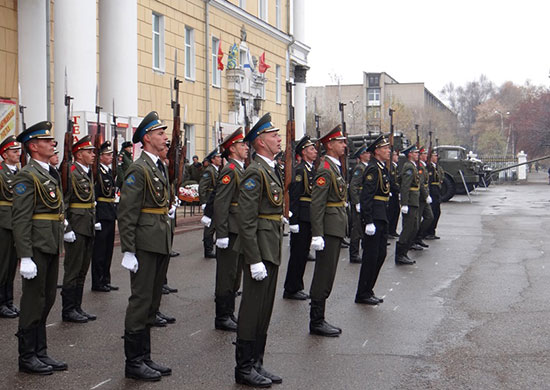
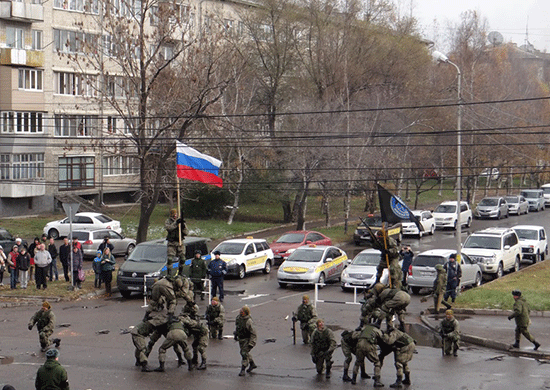
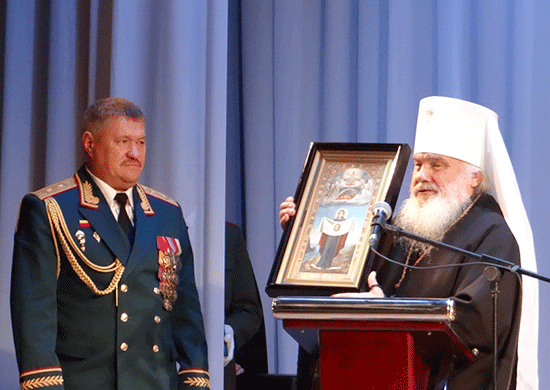

### 1988 год
- Управление командующего, штаб.

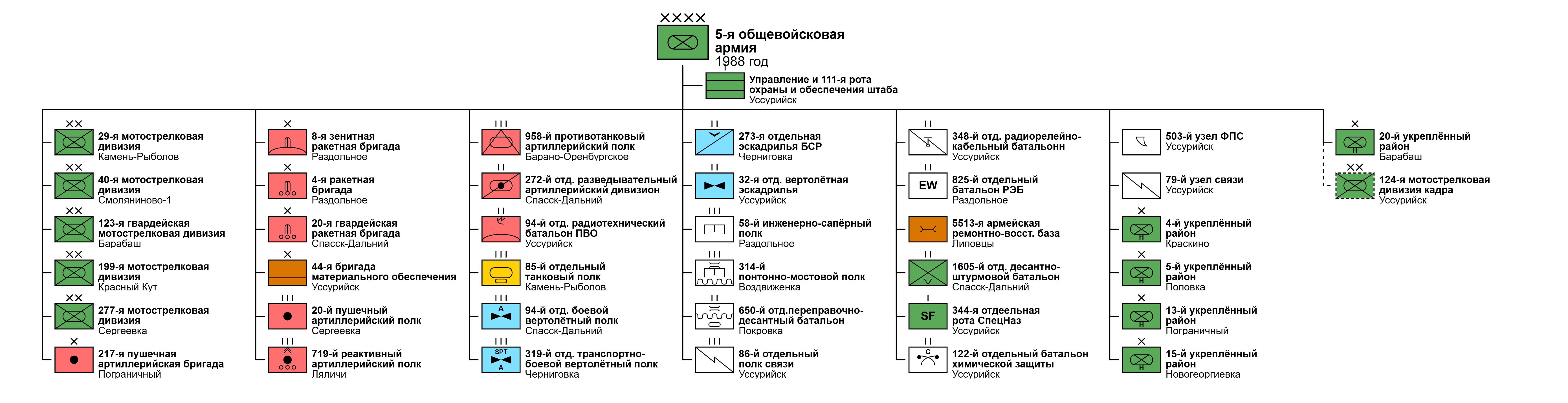
ОШС 5-й ОА, 1988 год.

ОШС 5-й ОА, 2022 год.

- 111-я отдельная рота охраны и обеспечения (г. Уссурийск)[7];
- 29-я мотострелковая Полоцкая ордена Суворова дивизия (с. Камень-Рыболов);
- 40-я мотострелковая орденов Ленина и Суворова дивизия имени Серго Орджоникидзе (Смоляниново-1)[a];
- 123-я гвардейская мотострелковая Духовщинско-Хинганская Краснознамённая, ордена Октябрьской Революции и Суворова дивизия (с. Барабаш)[b];

- 199-я мотострелковая дивизия (формирования 1968 года) (Красный Кут)[c];
- 277-я мотострелковая ордена Кутузова дивизия (с. Сергеевка)[d];
- 124-я мотострелковая дивизия кадра (г. Уссурийск);
- 148-я мотострелковая дивизия кадра (пгт Шкотово)[e];
- 77-я танковая дивизия кадра (с. Ляличи)[f];
- 4-й укреплённый район (Краскино)[g];
- 5-й укреплённый район (Поповка);
- 13-й укреплённый район (Пограничный)[h];
- 15-й укреплённый район (Новогеоргиевка)[i];
- 20-й укреплённый район (Барабаш)[j].
- 217-я пушечная артиллерийская бригада (п. Пограничный);
- 20-я гвардейская ракетная Берлинская дважды Краснознамённая бригада (г. Спасск-Дальний);
- 4-я ракетная Мозырская ордена Ленина, Краснознамённая бригада (п. Раздольное);
- 8-я зенитная ракетная бригада (п. Раздольное);
- 44-я бригада материального обеспечения (г. Уссурийск);
- 85-й отдельный танковый полк (Камень-Рыболов);
- 958-й противотанковый Неманский артиллерийский полк (Барано-Оренбургское);
- 719-й реактивный артиллерийский полк (Ляличи),
- 20-й пушечный артиллерийский полк (с. Сергеевка);
- 86-й отдельный Витебский Краснознамённый, ордена Александра Невского полк связи (г. Уссурийск);
- 58-й инженерно-сапёрный полк (п. Раздольное);
- 314-й понтонно-мостовой полк (Воздвиженка);
- 94-й отдельный вертолётный полк (г. Спасск-Дальний);
- 319-й отдельный транспортно-боевой вертолётный Краснознамённый полк им. В. И. Ленина (Черниговка);
- 317-й отдельный радиотехнический полк ОсНаз;
- 14-й отдельный десантно-штурмовой батальон (Сергеевка);
- 1605-й отдельный десантно-штурмовой батальон (г. Спасск-Дальний);
- 612-й отдельный батальон ОсНаз,
- 94-й отдельный радиотехнический батальон (г. Уссурийск),
- 122-й батальон химической защиты (г. Уссурийск);
- 274-я эскадрилья беспилотных летательных аппаратов;
- 650-й переправочно-десантный батальон (Покровка);
- 32-я отдельная вертолётная эскадрилья (Черниговка);
- 272-й отдельный разведывательный артиллерийский дивизион (г. Спасск-Дальний);
- 348-й отдельный радиорелейно-кабельный батальон (г. Уссурийск);
- 825-й батальон РЭБ (Раздольное);;
- 344-я отдельная рота спецназа ГРУ (г. Уссурийск);
- 5513-я ремонтно-восстановительная база (Липовцы)
- 503-й узел ФПС (г. Уссурийск);
- 79-й узел связи (г. Уссурийск);

### 2021 год
- Управление[8]
- 127-я мотострелковая ордена Кутузова дивизия, в/ч 44980 (с. Сергеевка, г. Уссурийск)
- 60-я отдельная мотострелковая Краснознамённая бригада, в/ч 16871 (п. Камень-Рыболов и п. Монастырище)
- 57-я отдельная гвардейская мотострелковая Красноградская Краснознамённая, ордена Суворова бригада, в/ч 46102 (г. Бикин)
- 305-я гвардейская артиллерийская Гумбинненская ордена Красной Звезды бригада, в/ч 39255 (г. Уссурийск, п. Покровка)
- 20-я гвардейская ракетная Берлинская дважды Краснознамённая бригада, в/ч 92088 (г. Уссурийск)
- 8-я гвардейская зенитная ракетная Шавлинская ордена Кутузова бригада, в/ч 36411 (г. Уссурийск)
- 80-я Витебская Краснознамённая, ордена Александра Невского бригада управления, в/ч 19288 (г. Уссурийск)
- 25-й гвардейский полк радиационной, химической и биологической защиты, в/ч 58079 (г. Лесозаводск)
- 35-й инженерно-сапёрный полк, в/ч 43294 (п. Раздольное)
- 641-й командный пункт ПВО (г. Уссурийск)
- 93-я топографическая часть (г. Уссурийск)
- 79-й узел связи, в/ч 86748 (г. Уссурийск)
- 237-й отдельный радиобатальон ОсНаз, в/ч 45105 (с. Сергеевка).
- 78 отдельная рота специального назначения (г. Уссурийск).

## Командующие армией
Командующие
- Потапов Михаил Иванович (17 января — 20 сентября 1941), Генерал-майор танковых войск
- Лелюшенко, Дмитрий Данилович (11 — 17 октября 1941), генерал-майор
- Говоров, Леонид Александрович (18 октября 1941 — 25 апреля 1942), генерал-майор артиллерии, с 11.1941 генерал-лейтенант артиллерии
- Федюнинский, Иван Иванович (25 апреля — 15 октября 1942), генерал-майор, с июня 1942 генерал-лейтенант
- Черевиченко, Яков Тимофеевич (15 октября 1942 — 27.02.1943), генерал-полковник
- Поленов, Виталий Сергеевич (27.02.1943 — 25 октября 1943), генерал-лейтенант
- Крылов, Николай Иванович (25 октября 1943 — 16 октября 1944), генерал-лейтенант, с июля 1944 генерал-полковник
- Шафранов, Пётр Григорьевич (16 октября — 16 декабря 1944), генерал-лейтенант
- Крылов, Николай Иванович (16 декабря 1944 — декабрь 1945), генерал-полковник

Начальники штаба
- Писаревский Дмитрий Семёнович (11.03 — 20.09.1941),
- Хотимский Залман Ионович (11 — 24.10.1941),
- Филатов Александр Алексеевич (24.10.1941 — 11.01.1942),
- Пигаревич Борис Алексеевич (12.01.1942 — 30.06.1943),
- Сухомлин Александр Васильевич (1.07 — 21.08.1943),
- Почема Филипп Евсеевич (22.08 — 31.10.1943),
- Прихидько, Николай Яковлевич (31.10.1943 — 23.09.1945).

Члены Военного Совета
- Сердюк Зиновий Тимофеевич (22.06 — 14.08.1941),
- Никишев Михаил Семёнович (14.08 — 20.09.1941),
- Иванов, Павел Филатович (11.10.1941 — 17.11.1943),
- Пономарёв, Иван Михайлович (17.11.1943 — 3.09.1945),
- Ткаченко, Фёдор Григорьевич (29.04.1942 — 17.11.1943),
- Деньгин, Сергей Алексеевич (17.11.1943 — 3.09.1945).

Начальники артиллерии
- Фёдоров, Юрий Михайлович (февраль 1943 — октябрь 1945).

## Командующие армией после ВОВ
- Захватаев, Никанор Дмитриевич (декабрь 1945 — 18.02.1947), генерал-полковник
- Чистяков, Иван Михайлович (19.02.1947 — 19.04.1948), генерал-полковник
- Кошевой, Пётр Кириллович (20 апреля 1948 — 8 июня 1954), генерал-лейтенант
- Потапов, Михаил Иванович (август 1954 — 15 апреля 1958), генерал-лейтенант танковых войск
- Егоровский, Александр Александрович (16 апреля 1958 — 23 сентября 1960), генерал-майор танковых войск, с мая 1959 генерал-лейтенант танковых войск
- Репин, Яков Фёдорович (24 сентября 1960 — 3 марта 1964), генерал-майор, с апреля 1962 генерал-лейтенант
- Петров, Василий Иванович (июнь 1964 — 21 января 1966), генерал-майор, с декабря 1964 генерал-лейтенант
- Ганеев, Камиль Самигуллович (22 января 1966 — 18 августа 1969), генерал-майор, с февраля 1967 генерал-лейтенант
- Сысоев, Пётр Иванович (19 августа 1969 — апрель 1971) генерал-майор, с апреля 1970 генерал-лейтенант
- Кончиц, Владимир Николаевич (апрель 1971 — 6 марта 1974), генерал-майор, с ноября 1971 генерал-лейтенант
- Ряхов, Анатолий Яковлевич (7 марта 1974 — 3 января 1979), генерал-майор, с февраля 1976 генерал-лейтенант
- Смирнов, Анатолий Петрович (4 января 1979 — июнь 1983), генерал-майор, с февраля 1981 генерал-лейтенант
- Родионов, Игорь Николаевич (июнь 1983 — 18 августа 1985), генерал-майор, с февраля 1984 генерал-лейтенант
- Костенко, Анатолий Иванович (19 апреля 1985 — октябрь 1987), генерал-майор, с мая 1987 генерал-лейтенант
- Юдин, Александр Александрович (октябрь 1987 — декабрь 1989) генерал-майор
- Звинчуков, Николай Иванович (декабрь 1989 — июль 1990), генерал-майор, с февраля 1990 генерал-лейтенант
- Потапов, Владимир Яковлевич (июль 1990 — февраль 1993), генерал-майор, с апреля 1991 генерал-лейтенант
- Кормильцев, Николай Викторович (май 1993 — ноябрь 1994), генерал-лейтенант
- Морозов, Александр Сергеевич (ноябрь 1994 — ноябрь 1997) генерал-лейтенант
- Белоусов, Александр Васильевич (ноябрь 1997 — август 1999), генерал-лейтенант
- Новиков, Александр Васильевич (август 1999 — сентябрь 2001), генерал-лейтенант
- Столяров, Александр Николаевич (сентябрь 2001 — июнь 2003), генерал-лейтенант
- Дымов, Николай Георгиевич (июнь 2003 — июнь 2006), генерал-лейтенант[9][10]
- Сидоров, Анатолий Алексеевич (июль 2006 — июнь 2008), генерал-лейтенант
- Дворников, Александр Владимирович (июнь 2008 — январь 2011), генерал-майор
- Сердюков, Андрей Николаевич (январь 2011 — февраль 2013), генерал-лейтенант
- Салмин, Алексей Николаевич (октябрь 2013 — сентябрь 2016), генерал-лейтенант
- Асапов, Валерий Григорьевич (октябрь 2016 — сентябрь 2017), генерал-лейтенант
- Кутузов, Роман Владимирович (октябрь 2017 — август 2018), генерал-майор, врио
- Цеков, Олег Муссович (август 2018 — сентябрь 2020), генерал-лейтенант
- Подивилов, Алексей Владимирович (18 сентябрь 2020 — август 2023), генерал-майор[11], с 2023 генерал-лейтенант
- Болгарев, Пётр Николаевич (август 2022 — апрель 2024), генерал-майор
- Ерусланов, Иван Фёдорович (с апреля 2024), генерал-майор

## Награды
- Орден Жукова (2021)[12]
- Орден Красного Знамени — Указом Президиума Верховного Совета СССР от 22 февраля 1968 г. за проявленные героизм и мужество в годы Великой Отечественной войны и успехи в боевой подготовке в мирное время объединение награждено орденом Красного Знамени[4].

## Отличившиеся воины
В годы Великой Отечественной войны и войны с Японией 117 воинов объединения удостоены звания Героя Советского Союза, 50 стали полными кавалерами ордена Славы, более 20 тыс. награждены орденами и медалями. В списки воинских частей объединения навечно зачислены 4 Героя Советского Союза: младший сержант Калинин И. Н., гвардии рядовой Чипищев В. И., гвардии сержант Дикопольцев Е. А..
 Кавалеры ордена Славы трёх степеней:
63-я стрелковая Витебская Краснознамённая, ордена Суворова дивизия:
- Рачков, Иосиф Матвеевич, старшина, командир отделения взвода пешей разведки 346-го стрелкового полка.
- Рябиков, Илья Григорьевич, ефрейтор, телефонист миномётной роты 346-го стрелкового полка.
- Шахрай, Василий Семёнович, ефрейтор, разведчик штабной батареи 26-го артиллерийского полка.

159-я стрелковая Витебская Краснознамённая, ордена Суворова дивизия:
- Цуканов, Александр Иванович, старший сержант, командир отделения отдельной зенитной пулемётной роты.

173-я стрелковая Оршанская Краснознамённая дивизия:
- Ерин, Зосим Александрович, младший сержант, командир отделения 220-го отдельного сапёрного батальона.

184-я стрелковая Духовщинская Краснознамённая дивизия:
- Глухов, Иван Степанович, старший сержант, помощник командира взвода разведки 92-й отдельной разведывательной роты.
- Дерябин, Степан Александрович, старший сержант, командир отделения противотанковых ружей 262-го стрелкового полка.
- Сурсин, Николай Григорьевич, рядовой, разведчик взвода пешей разведки 294-го стрелкового полка.
- Эпов, Пётр Георгиевич, ефрейтор, наводчик 76-мм пушки 262-го стрелкового полка.

215-я стрелковая Смоленская Краснознамённая дивизия:
- Косарев, Анатолий Александрович, рядовой, разведчик взвода пешей разведки 707-го стрелкового полка

277-я стрелковая Рославльская Краснознамённая, ордена Суворова дивизия:
- Лапин, Иван Никитович, старший сержант, командир отделения взвода пешей разведки 850-го стрелкового полка.

338-я стрелковая дивизия:
- Питенин, Митрофан Владимирович, ефрейтор, сапёр 1134-го стрелкового полка.

371-я стрелковая Витебская Краснознамённая, ордена Суворова дивизия:
- Алексеев, Герман Алексеевич, старший сержант, командир отделения разведки 242-го отдельного истребительно-противотанкового дивизиона.
- Афанасенко, Алексей Петрович, рядовой, разведчик 429-й отдельной разведывательной роты.
- Кольтюков, Егор Николаевич, старший сержант, наводчик орудия 242-го отдельного истребительно-противотанкового дивизиона.
- Родимов, Николай Ефимович, рядовой, разведчик 930-го артиллерийского полка.
- Шилов, Дмитрий Антонович, рядовой, сапёр 445-го отдельного сапёрного батальона.

4-я штурмовая инженерно-сапёрная Духовщинская Краснознамённая, ордена Суворова бригада РГК:
- Сенаторов, Евгений Иванович, старший сержант, механик-водитель танка Т-34 253-го инженерно-танкового Гомельского Краснознамённого полка.

Данные о кавалерах ордена Славы трёх степеней частей и соединений, входивших в состав армии, в статьях: 97-я стрелковая дивизия, 144-я стрелковая дивизия, 20-я моторизованная штурмовая инженерно-сапёрная бригада.